# Maatschappij voor Luchtvaart
NV Maatschappij voor Luchtvaart is een voormalige Nederlandse onderneming opgericht in 1911 door Verwey en Lugard, die onder de naam V.L.A.M. een handel in auto's dreven.
De onderneming was opgericht om de twee vliegkampen te beheren die Verwey en Lugard in 1910 hadden opgebouwd in Ede en op Soesterberg. Het was op vliegkamp Ede, waar op 29 juli 1910 de eerste Nederlander met een gemotoriseerd vliegtuig vloog boven Nederlands grondgebied. Die Nederlander was Johan Hilgers. (In 1908 maakte de Willem-Hendrik Schukking de eerste zweefvlucht op De Stompert bij Soesterberg.)
In 1910 startte Verwey en Lugard een luchtvaartafdeling met als doel het bouwen van Wright Flyers. Hiervoor werd de heer Henri Alexandre Franchimont aangetrokken die al contacten had met de gebroeders Wright. Hij was al vanaf 1909 bezig met het maken van een dergelijk vliegtuig. Na enkele proefnemingen werd duidelijk dat het vliegtuig niet van de grond kwam en werd Franchimont aan de kant gezet. In januari 1911 werd de "NV Maatschappij voor Luchtvaart" officieel opgericht met Verwey als directeur. Frits Koolhoven werd aangetrokken als directeur exploitatie, Henri Wijnmalen directeur instructie en Hilgers zwaaide de scepter over de fabricatie. Op 14, 21 en 25 mei werden er een grote vliegdemonstraties gehouden boven Soesterberg ter ere van de opening. Voor deze demonstraties werd ook een speciale tramlijn aangelegd naar het station van Den Dolder.
Na deze demonstraties, waar Wijnmalen en Koolhoven ook aan mee deden, vertrokken beide heren naar Engeland voor eenzelfde demonstratie. Na een rampzalig verloop van deze demonstratie ging het bergafwaarts met de contacten tussen Wijnmalen/Koolhoven en Verwey.
Wel werden er twee typen vliegtuigen gebouwd. De Farman kopie van Koolhoven, later de Heidevogel genoemd maar destijds aangeprezen als het type "Holland" . Het andere type was een aangepaste versie van de Blériot XI door Hilgers, deze werd het type "Verwey & Lugard" genoemd.
Wijnmalen vertrok naar Frankrijk, en Koolhoven volgde iets later en nam stiekem zijn Heidevogel mee. In 1912 vroeg de Maatschappij voor Luchtvaart faillissement aan. Soesterberg werd uiteindelijk overgenomen door de pas opgerichte Luchtvaartafdeeling en Marinus van Meel begon hier aan zijn Brikken.